# ラグビーリーグ日本代表
ラグビーリーグ日本代表（ラグビーリーグにほんだいひょう）は、13人制ラグビー（ラグビーリーグ）の日本ラグビーリーグ協会によるナショナルチームである。通称は「サムライズ」（オージーフットボール日本代表も同じく「サムライズ」）。

## 歴史
1993年に13人制のラグビーリーグが日本に紹介され、翌1994年にナショナルチーム結成。同年2月にシドニーで開催されたコカ・コーラワールドセブンズに日本代表として初めて招聘された。
コカ・コーラワールドセブンズには1997年まで参戦。
また、1996年1997年には、スーパーリーグナインズにも参戦。
1997年コカ・コーラワールドセブンズ出場時にカントリー遠征を敢行。Western Suberbs Magpies Colts、NSWカントリーG20選抜に連敗した。
1997年には、宮崎県宮崎市でオーストラリアのニューサウスウェールズカントリー・グループ20選抜と対戦。これが初の国内での国際試合となった。22-42負。
1998年4月下旬～5月上旬にNSWカントリー＆シドニー遠征を敢行。LeetonでのGriffith Black & White戦に18-22負、BathustでのNSWカントリーG10選抜戦に18-102負。シドニーで2試合のセブンスゲームではBondi United12-10勝、St Georgeコルツ8-8分となった。
1998年には、宮崎県延岡市でレバノン代表と対戦。これが初のテストマッチとなった。28-52負。
1999年にはフロリダ州で開催されたW杯2000北太平洋予選において米国、カナダと対戦。米国には0-50で敗れたが、カナダ戦では14-0と勝利。テストマッチでの初勝利を挙げた。
2000年に開催されたW杯ではエマージングネイション（ラグビーリーグ発展途上の国々が参加）の部に招聘された。
グループリーグでモロッコ(8-12負)、BARLA(英国アマチュア代表)(0-52負)と対戦して連敗。
順位決定戦でカナダと対戦したが、16-28で敗れ6位で大会を終えた。
2002年6月には、米国・フィラデルフィア郊外グレンミルで米国代表と対戦。12-26と敗れはしたが善戦した。
2003年には、シドニーで行われるワールドセブンスの予選大会であるSt. Marys Sevensに出場。3連敗の成績であった。
3月に米国代表が来日する予定となっていたものの、米国の中東軍事攻撃により遠征を回避。代わりに横浜・YCACにて、East Japan Bulldogsと試合を行った。78-0勝。
また、6月に米国・ニューヨーク近郊に遠征、米国代表と試合を行なったが、3月に向けて準備していた為、メンバーが揃わず6-78と大敗を喫した。
2006年には、1月下旬に豪州・コフスハーバーに遠征。1月26日に米国代表と対戦、前半は6-12と善戦したが、後半引き離され12-40の敗戦となった。
また、28日にはOrara Varry Sevensに出場。North Ryde、Armidale Rams、Narwan Eelsと対戦したが、3戦全敗となった。
また、10月にはワールドカップ2008予選に出場。米国代表と対戦したが、18-54で敗れた。
2007年にも、1月下旬に豪州・コフスハーバーに遠征。25日にマルタ代表と対戦。0-82と大敗を喫した。
また、27. 28日のOrara Varry Sevensに出場。予選プールを1分1敗。プレートトーナメント1回戦を突破したが準決勝で敗れた。
2008年1〜2月に豪州・シドニーに遠征。1月31日にポルトガル代表と対戦。16-28と敗れた。
また、2月2, 3日のNSWRL & Cabramatta International 9sに出場。予選プールを3敗で終えたが、プレートトーナメントでポルトガルに勝利し、決勝でNewtown Jetsに6-30で敗れた。
以後2014年まで（2012年を除く）NSWRL & Cabramatta International 9sに出場。
2015年4月29日に葛飾区総合スポーツセンター陸上競技場でタイ代表と対戦。52-16で勝利。 
2015年10月15日にタイ・バンコクでタイ代表と対戦。6-30で敗北。
同遠征で出場したアジアラグビーリーグナインズ in プーケットに出場。カップトーナメント準決勝で敗れ、トロフィートーナメント優勝となった。
2016年10月8日に葛飾区総合スポーツセンター陸上競技場でギリシャ代表と対戦。0-72で敗北。 
2017年11月2日に香港・キングスパークで行われた第1回東アジア・ネイションズカップにて香港代表に24-22で勝利。初代東アジアチャンピオンのタイトルを獲得。
2018年6月16日に東京都稲城市の稲城中央公園総合グラウンドで第2回東アジア・ネイションズカップ・香港代表戦を戦う。20-32で敗北。
2018年に豪州・シドニー西部で開催されたエマージングネイションズ世界選手権2018に参加。結果は下記の通り。
- 10月4日のトルコ戦に0-60で敗北。(於 : セントメリーズ)
- 10月7日ポーランド戦に6-58で敗北。（於：ザ・ポンズスタジアム）

上記グループラウンドの結果により9⁻11位決定ラウンドに回る。
- 10月9日ソロモン諸島戦に22-44で敗北。(於 : ウィンザー)
- 10月11日香港戦に32-30で勝利。(於 : ウィンザー)
- 同大会のEmerging World Teamに主将の福重和紀が選ばれる。

2018年11月3日には、NSW Country Rugby League Newcastle地区の強豪、Mindaribba Warriorsと葛飾区奥戸総合スポーツセンター陸上競技場で対戦し、10-56で敗れた。
2019年11月9日にフィリピンのオーロラで行われたアジアカップにて、アジア王者のフィリピン代表に74-4で勝利。
2015年に記録したタイ戦の最多得点＆最大得点差記録を大きく塗り替えた。
この試合により、アジアチャンピオンのタイトルを獲得。
2022年10月9日に3年ぶりの代表戦をオーストラリアのシドニー近郊でエルサルバドル代表と対戦。26-24で勝利。
2024年2月24日、日本代表対タイ代表の国際試合をシドニー（オーストラリア）で行い、0-46で敗れた。
2024年10月13日、北海道広尾町のコミュニティグリーンパークで行われた第3回東アジア・ネイションズカップにて香港代表に24-14で勝利。香港に奪われていた東アジアチャンピオンのタイトルを奪取する。
リーグ・ユニオン両方の代表に選ばれた選手として長岡法人・沖土居稔・ヘンリージェイミーがいる。

## 世界ランキング
国際ラグビーリーグの世界ランキングは、過去4年間の大会の結果に基づいている。直近2年間の結果は、3年前の結果の2倍、4年前の結果の4倍の価値で計算される。
日本は、57か国中42位である（2025年7月27日閲覧現在）。